# Eduard Vieta
Eduard Vieta Pascual est un psychiatre espagnol à renommée internationale et une autorité scientifique  dans le champ de la neurobiologie et du trouble bipolaire.
Eduard Vieta est né à Barcelone (Catalogne, Espagne). Il a suivi sa formation en médecine à l'université autonome de Barcelone, obtenant sa maîtrise en 1987. Il a suivi sa formation en résidence à l'Hôpital Clínic de Barcelone et est devenu spécialiste en psychiatrie en 1991. Il a ensuite obtenu son doctorat avec mention à l'Université de Barcelone en 1994.

## Activités
Domaines d’intérêt cliniques/ recherches
Ses domaines d’intérêt cliniques et de recherche comprennent le domaine de la neurobiologie et du traitement des troubles bipolaires. Ses travaux se centrent principalement sur le développement de nouveaux traitements pharmacologiques et psychologiques, sur les effets de la psychoéducation, ainsi que sur d’autres méthodes psychothérapeutiques appliquées aux troubles bipolaires . Il travaille également au développement de nouveaux traitements pharmacologiques et de psychothérapies, comme la psychoéducation et la remédiation fonctionnelle du trouble bipolaire.

## Contributions à la recherche
Vieta a participé à de nombreux ouvrages sur le traitement du trouble bipolaire .

## Récompenses
Vieta a reçu les récompenses suivantes :
- Prix Aristote (2005)
- Prix Schou Mogens (2007) [3]
- Prix de recherche stratégique de la Société espagnole de psychiatrie biologique (2009)
- Prix à l’excellence professionnelle de l’Ordre officiel des médecins (2011)
- Prix Colvin pour sa réussite exceptionnelle dans la recherche des troubles de l'humeur de la Brian and Behaviour Research Foundation (2012)  [4]
- Prix de Neuroscience Clinique de Lilly du Collège international de neuropsychopharmacologie (CINP, 2014)[5]
- Docteur Honoris Causa de l'université de Valence [6]

## Fonctions actuelles
Eduard Vieta est professeur de psychiatrie à l'université de Barcelone Catalogne- Espagne), où il dirige le Programme de troubles bipolaires, leader mondial en soins cliniques, recherche et formation des troubles bipolaires . Il est chef de l'Unité de psychiatrie à l'Hôpital Clínic de Barcelone. Il est directeur du Programme de recherche des troubles bipolaires au Réseau de recherche biomédicale en santé mentale (CIBERSAM), financé par le ministère espagnol de l'Économie et de la Compétitivité.Il est également responsable du groupe des troubles bipolaires du département de neuroscience de l'Institut de recherches biomédicales August Pi i Sunyer (IDIBAPS), ainsi que trésorier du Collège européen de neuropsychopharmacologie (ECNP).
Vieta est actuellement trésorier du Comité exécutif du Collège européen de neuropsychopharmacologie (ECNP), 2013-2016.
Il fait partie du comité de rédaction de plusieurs revues scientifiques internationales, telles que l'American Journal of Psychiatry, The Lancet Psychiatry, Psychotherapy Psychosomatics, International Journal of Neuropsychopharmacology, European Neuropsychopharmacology, Journal of Clinical Psychiatry, Bipolar Disorders, et Journal of Affective Disorders. Il a été désigné conseiller dans le cadre du programme de recherche des troubles de l’humeur de l’Union européenne. Il a été professeur invité à l'hôpital McLean et à l'Université Harvard.

## Publications
Vieta a publié plus de 600 articles, 370 chapitres de livres, et 32 livres. Il est membre du conseil d’édition de 18 revues scientifiques et révise régulièrement des articles pour de nombreux autres magazines. Avec un indice h = 77 et plus de 22593 citations (Scopus), Vieta est devenu le scientifique le plus cité au monde dans le domaine du trouble bipolaire au cours de ces 5 dernières années et l'un des esprits scientifiques les plus influents du monde, selon Thompson Reuters.